# Battaglia di Orthez (1569)
La battaglia di Orthez, episodio che fa parte delle guerre di religione francesi, venne combattuta ad Orthez (nel dipartimento dei Pirenei Atlantici) il 24 agosto 1569. Le forze ugonotte guidata dal conte di Montgomery sconfissero le truppe realiste

## Contesto
Nella seconda metà del XVI secolo il territorio dell'Aquitania a nord del fiume Garonna (tranne Bordeaux) era in mano ai protestanti. Orthez era una delle città principali della provincia di Béarn in quanto si trovava sulla via dei commerci che, da Bayonne, erano destinati all'esportazione.

## La battaglia
Le forze di Montgomery, partite da Castres nel pomeriggio del 27 luglio 1569, attraversarono la Garonna ed il 9 agosto arrivarono al castello della regina Giovanna III di Navarra a Navarrenx.
L'11 agosto le forze ugonotte proseguirono verso Orthez e cinsero d'assedio la città. Il 24 agosto le truppe di Montgomery entrarono ad Orthez massacrando molti cattolici, tra cui il parroco che venne gettato dal ponte della città nel fiume Gave de Pau.